# Dilophus bicoloripes
Dilophus bicoloripes är en tvåvingeart som beskrevs av Edwards 1938. Dilophus bicoloripes ingår i släktet Dilophus och familjen hårmyggor. Inga underarter finns listade i Catalogue of Life.